# Syzygium rubens
Syzygium rubens är en myrtenväxtart som först beskrevs av William Roxburgh, och fick sitt nu gällande namn av Wilhelm Gerhard Walpers. Syzygium rubens ingår i släktet Syzygium och familjen myrtenväxter. Inga underarter finns listade i Catalogue of Life.